# Chocolate Cosmos
Chocolate Cosmos (japanisch チョコレートコスモス, Chokorēto Kosumosu) ist ein  Manga der japanischen Mangaka Nana Haruta aus dem Jahr 2007.

## Handlung
Sayuki Sakurai sieht äußerlich ziemlich böse aus, denn sie schaut sehr finster. Sie schaut so, seit sie sich erinnern kann. Leider schreckt das vor allem die Jungen ab. Dabei sehnt sie sich so sehr nach einem Freund und der ersten großen Liebe. In den Sommerferien wird sie von ihren Freundinnen zum Strand gezerrt. Dort lernt sie Katsuya Hagiwara kennen, der nicht sofort von ihrem Blick abgeschreckt wird. Die beiden verstehen sich auf sofort, Sayuki findet ihn toll. Sie kann sogar endlich mal lachen. Sie fragt ihn, auf welcher Schule er ist, und erfährt, dass er auf derselben Schule ist, wie sie. Doch bald stellt sie fest, dass er nicht etwa ein Mitschüler ist, wie sie gedacht hatte, sondern ihr Hauswirtschaftslehrer.

## Charaktere
Sayuki Sakurai (桜井 紗雪, Sakurai Sayuki)
Sayuki ist eine junge Schülerin. Sie wurde mit einem bösen Blick geboren und wird wegen dieses Blickes oft für böswillig gehalten. Trotz ihres Aussehens ist sie aber innerlich lieb und wünscht sich einen Freund.
Katsuya Hagiwara (萩原 克弥, Hagiwara Katsuya)
Katsuya ist der Hauswirtschaftslehrer der 10. Klasse in Sayukis Schule. Er besitzt ein junges Aussehen und wird daher von vielen für einen Schüler gehalten. Er ist einer der beiden Mentoren des Baseball/Koch-Klubs.

## Veröffentlichungen
Der Manga ist von September 2007 bis November 2008 im japanischen Manga-Magazin Ribon erschienen. Die Einzelkapitel sind vom Shūeisha-Verlag in vier Bänden zusammengefasst worden.
Die Serie wurde 2008/09 von Sharp Point Press (Taiwan) ins Hochchinesisch übersetzt.
Die Serie erscheint seit April 2009 auf Deutsch beim Verlag Tokyopop.